# Молодіжна збірна Катару з футболу
Молодіжна збірна Катару з футболу — представляє Катар на міжнародних матчах і турнірах з футболу. Управляється та контролюється Катарською футбольною асоціацією.

## Історія
Молодіжна збірна Катару створена 1976 року, але не брала участі в перших двох чемпіонатах світу.
На чемпіонаті світу 1981 року збірна виступала під керівництвом бразильського спеціаліста Еварісто де Маседо та досягла свого найвищого місця — другого. У фіналі поступились збірній ФРН 0:4.
Катарці ще двічі брали участьу фінальних раундах чемпіонату на домашньому в 1995 та 2015 роках та завершували змагання на груповій стадії.

## Виступи на молодіжному чемпіонаті світу
| Господар / Рік | Раунд         |
| -------------- | ------------- |
| 1981           | 2 місце       |
| 1995           | Груповий етап |
| 2015           | Груповий етап |
| 2019           | Груповий етап |

- — країна-господар фінального турніру

## Досягнення
- Молодіжний чемпіонат світу:
- Віце-чемпіон (1): 1981

Юнацький кубок Азії
- Чемпіон (1): 2014
- 3-є місце (2): 1988, 2018